# 年溫差
年溫差是指一年中最暖月之月均溫減最冷月之月均溫溫差。

## 年溫差差異成因
通常來說，市區或較多屏蔽之地區由於空氣不那麼流通，年溫差會較小，空曠的郊區則較大。另外，沿海地區於有海水調節溫度，年溫差會比内陸地區小。